# ترتیزک برگ باریک
ترتیزک برگ باریک (نام علمی: Lepidium ruderale) نام یک گونه از سرده ازمک است.